# The Monster Show
The Monster Show je první best of cd od skupiny Lordi vydané z důvodů proražení na celoevropský trh. Jednalo se o poslední tvorbu pro skupinu od Enary, která později odešla z kapely.

## Interpreti
1. Mr. Lordi - Zpěv
2. Amen - Elektrická kytara
3. Kalma - Basová kytara
4. Enary - Klávesy
5. Kita - Bicí

## Tracklist
1. Threatrical Trailer
2. Bring it on
3. Blood Red Sandman
4. My Heaven is Your Hell
5. Would you Love a Monsterman
6. Devil is a Loser
7. Icon of Dominance
8. The Children of the Night
9. Shotgun Divorce
10. Forsaken Fashion Dolls
11. Wake the Snake
12. Rock the Hell Outa You